# Xysticus concursus
Xysticus concursus là một loài nhện trong họ Thomisidae.
Loài này thuộc chi Xysticus. Xysticus concursus được Willis J. Gertsch miêu tả năm 1934.